# Хараджаев, Александр Давидович
Александр Давидович Хараджаев (15 октября 1826, Мариуполь — 6 июня 1894, там же) — купец первой гильдии, меценат, городской голова Мариуполя.

## Биография
Родился в семье греческого купца Давида Антоновича Хараджи. Он развил дело отца, создав торговую контору, занимавшуюся скупкой зерна в окрестных селах и продажей его за границу, приобрёл более десятка небольших парусных судов, а позже — несколько пароходов.
Кроме того, значительные капиталы он вкладывал в недвижимость, а также приобрёл в Славяно-сербском уезде каменноугольный рудник. Объём накопленного капитала дал ему возможность стать купцом первой гильдии.
Александр Давидович принимал активное участие в общественной жизни города, оказывал благотворительную помощь различным заведениям. На период 1860—1864 гг. был избран городским головой. В разные годы участвовал в работе комиссий по созданию в городе гимназий, открытию школ и других заведений.
Похоронен на старом городском кладбище Мариуполя на ул. Кленовой, рядом с Центральным рынком.
Почётный гражданин города Мариуполя.